# Згура Сергій Олександрович
Сергій Олександрович Згура (нар. 3 листопада 1977, Одеса, УРСР) — український футболіст, півзахисник.

## Клубна кар'єра
У 1993 році розпочав кар'єру в другій команді одеського «Чорноморця», а в 1995 році перейшов до кременчуцького «Нафтохіміка». Потім виступав у клубах «Динамо-Зміна» (Южне), «Десна» (Чернігів) та «Зімбру» (Кишинів). У 2000 році на півсезона повернувся до «Чорноморця», а потім захищав кольори донецького «Металурга» та луганської «Зорі». У 2004 році знову повернувся до «Чорноморця». По завершенні контакту наприкінці 2005 року перейшов до криворізького «Кривбаса». Взимку 2007 року залишив Кривбас й перейшов до аматорського клубу «Digital» (Одеса), де відіграв решту сезону. Влітку 2007 року перейшов до казахстанського клубу «Восток», в складі якого у 2009 році й завершив кар'єру футболіста.

## Кар'єра в збірній
Виступав у юнацькій збірній України (U-16), з якою завоював бронзові нагороди чемпіонату Європи в Ірландії.

## Особисте життя
Має молодшого брата, Олександра, який також є професіональним футболістом.

## Досягнення

### Клубні
- Національний дивізіон Молдови
  -  Чемпіон (3): 1998, 1999, 2000

- Вища ліга
  -  Бронзовий призер (2): 2001/02, 2002/03

### У збірній
- Чемпіонат Європи (U-16)
  -  Бронзовий призер (1): 1994